# Castello di Seneffe
Il Castello di Seneffe (in francese Château de Seneffe), è un edificio neoclassico situato a Seneffe, nella provincia dell'Hainaut in Belgio, costruito nel XVIII secolo e che ospita il Museo dell'Oreficeria della Comunità Francese.

## Storia

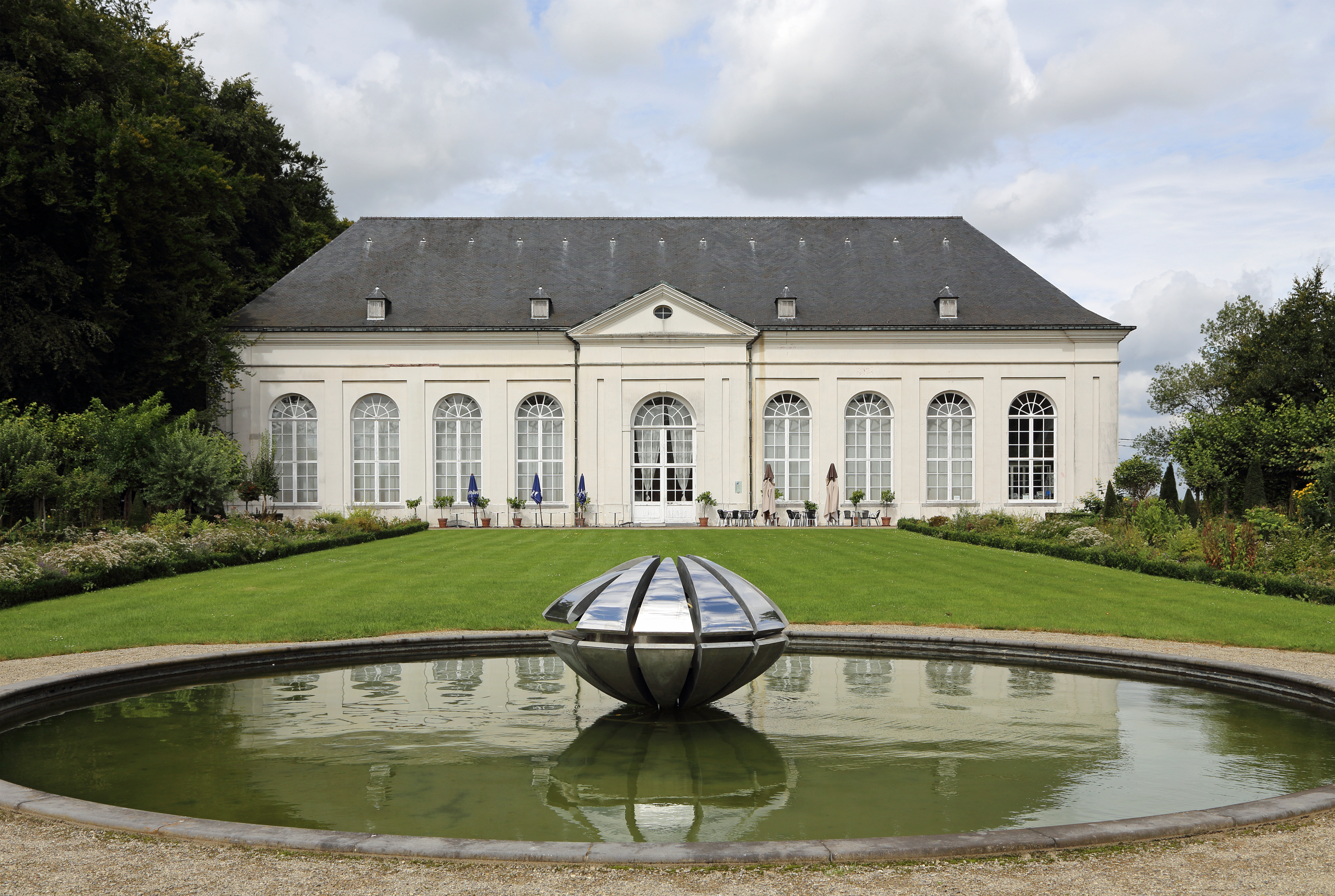
LOrangerie del castello di Seneffe.

Il castello neoclassico fu costruito tra il 1763 e il 1768 per l'uomo d'affari Julien Depestre, su progetto dell'architetto Laurent-Benoît Dewez. Il sontuoso palazzo era un segno visibile del suo successo sociale. Depestre seguiva da vicino i lavori e chiedeva a Dewez di modificare i progetti a suo piacimento. Nel 1774 morì e la vedova Isabelle Cogels continuò il progetto, modificando alcuni elementi per allineare l'edificio ai suoi gusti. Il figlio maggiore Joseph Depestre condivise l'interesse dei genitori per la tenuta. Affidò la sistemazione del parco all'architetto Charles De Wailly e allo scultore Augustin Pajou. Aggiunse al parco un'aranciera e un teatro e fece decorare con statue le nicchie delle gallerie del cortile d'onore.

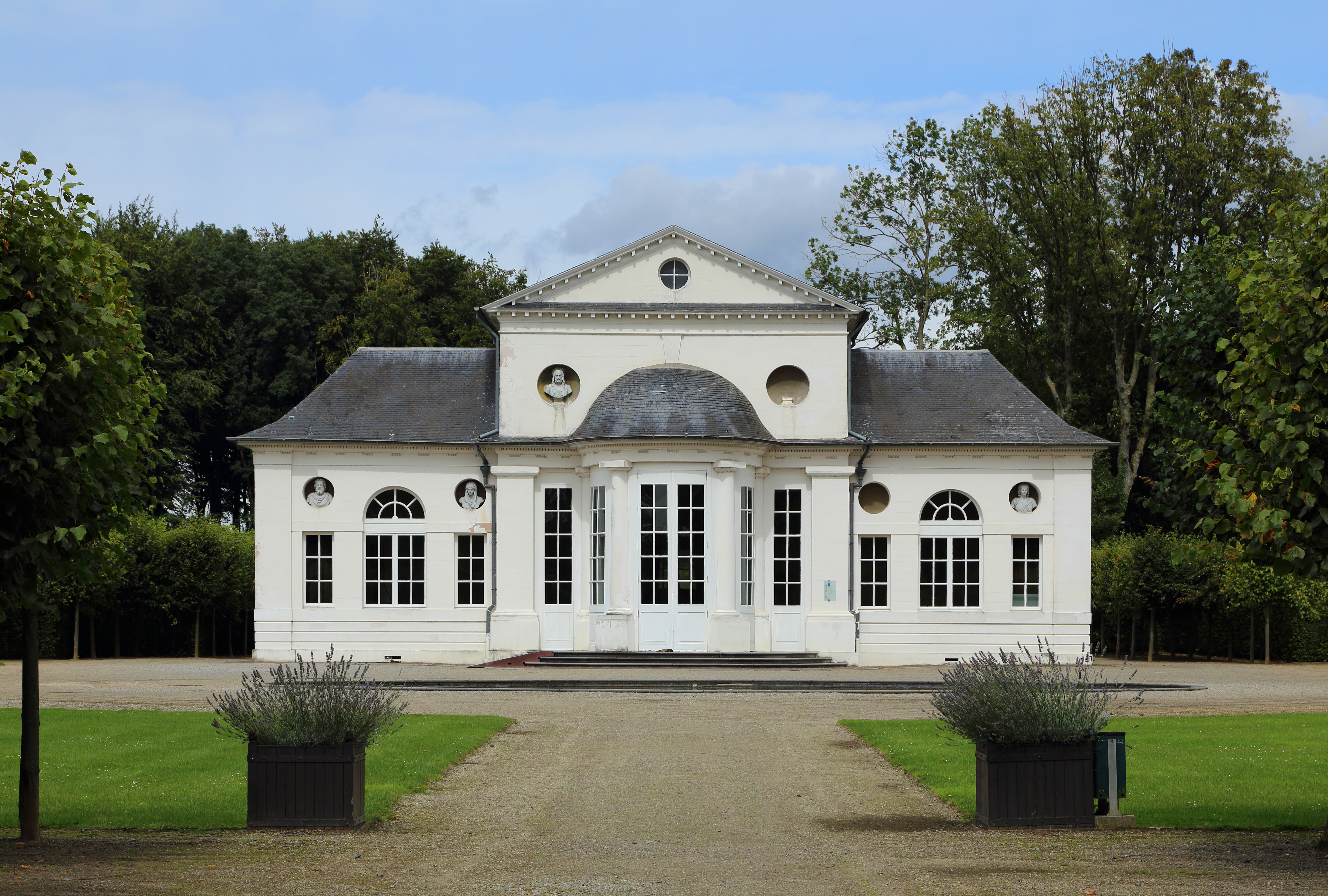
Il piccolo teatro del castello

Purtroppo Joseph Depestre non ebbe successo negli affari e cercò rifugio all'estero. Nel 1798, con i Paesi Bassi austriaci uniti alla Repubblica francese, la tenuta fu confiscata dal governo e messa in vendita. Fu acquistata dal fratello minore di Joseph, Jean-Baptiste Depestre de la Ferté. Alla sua morte nel 1802, Joseph, che era molto affezionato al castello, raggiunse un accordo con la cognata e ottenne il diritto di vivere a Seneffe, che restaurò. Alla sua morte, nel 1823, il castello passò al figlio di Jean-Baptiste, Honoré Depestre de la Ferté. Depestre de la Ferté sperperò il suo patrimonio e fu costretto a mettere in vendita il castello nel 1837.
Alexandre Daminet, proprietario di una miniera, lo acquistò. All'epoca, il castello era in uno stato di degrado tale che alcuni soffitti erano caduti. Daminet intraprese un restauro completo, installando il riscaldamento centrale e ridipingendo il castello. Alcune delle decorazioni pittoriche di questo periodo sono state conservate. Il castello fu poi rilevato da sua figlia Valérie e da suo marito, il Conte di Pellan. La crisi economica del 1873 portò alla loro rovina e furono costretti a vendere la tenuta, che passò nelle mani della Baronessa Goffinet per alcuni anni. Lei lasciò che cadesse in ulteriore rovina. Alla sua morte, il castello fu indiviso. Venduto nel 1909, fu acquistato da un banchiere ebreo di origine tedesca, Franz Philippson. Quest'uomo dal gusto illuminato riportò il castello al suo antico splendore. Fece ridisegnare parte del parco dall'architetto paesaggista Jules Vacherot. Il castello rimase la casa della famiglia Philippson fino al 1939.
Occupato durante la Seconda Guerra Mondiale dal generale von Falkenhausen, fu poi acquistato da una comunità francescana, che ne trascurò la manutenzione. Nel 1963 fu acquistato da un commerciante di immobili che lo lasciò abbandonato, nonostante la classificazione del 24 dicembre 1958. L'opinione pubblica si indignò e lo Stato belga lo acquisì nel 1969, a seguito di una procedura di esproprio. Nel 1980 divenne proprietà del Ministero della Comunità francofona del Belgio, che decise di ospitare un museo di oreficeria e argenteria della Comunità francofona, il cui nucleo era costituito dalla collezione Claude e Juliette D'Allemagne, a seguito di una donazione.

## Cinema
- 1967: Lucien Deroisy dirige Pitié pour une ombre ("Pietà per un'ombra), di 28 minuti, un racconto di fantasia basato su Thomas Owen, girato al Castello di Seneffe.
- 1991: Yves Hanchar dirige La partita di scacchi con Catherine Deneuve e Pierre Richard. Il film è stato girato quasi interamente nel Castello di Seneffe, ad eccezione di una piccola parte girata in Svizzera.